# Guillermo Blest Gana
Guillermo Blest Gana (Santiago, 28 de abril de 1829-Santiago, 7 de noviembre de 1905) fue un escritor chileno, habitualmente considerado uno de los principales exponentes del romanticismo literario en su país.

## Biografía
Fue hijo del doctor irlandés William Cunningham Blest Maiben y María de la Luz Gana y López. Fue hermano de Joaquín y Alberto Blest Gana.
Fue alumno del Instituto Nacional, donde -además de compartir la sala de clases con varios de los más destacados intelectuales liberales del siglo XIX- mostró desde temprano dotes líricas que ya se advierten en sus primeras poesías. Ingresó luego a la carrera de Leyes, pero en 1849, aquejado por una dolencia hepática, tuvo que interrumpir sus estudios para trasladarse a Coquimbo con fines terapéuticos.
De regreso a Santiago, retomó la escritura de manera sistemática, actividad que cristalizó en sus primeras publicaciones: Poesías (1854) -donde se aprecia el tono doliente que caracteriza su producción juvenil, marcada por la muerte de su hermana Sara- y La flor de la soledad (1857). En esta década su labor intelectual fue particularmente intensa: al tiempo que perfeccionaba su escritura poética, participaba como director y colaborador en diversas revistas literarias, experiencia que le sirvió para fundar, en 1858, la Revista del Pacífico. Si bien en su trabajo literario primó siempre la vocación poética, incursionó también en otros géneros como la novela, la leyenda heroica y las piezas dramáticas.
Paralelamente, Guillermo Blest Gana fue un liberal activo, de inclinación radical. Desarrolló una carrera política que lo llevó a ejercer cargos ministeriales y administrativos tanto en Chile como en el extranjero. Los numerosos viajes que realizó en la década de 1850 le permitieron establecer contacto con importantes intelectuales latinoamericanos, como la poetisa ecuatoriana Dolores Veintimilla de Galindo. Asimismo, desterrado en España luego de participar en la frustrada Revolución de 1859 contra el gobierno de Manuel Montt -encabezada, entre otros, por los hermanos Manuel Antonio y Guillermo Matta, su gran amigo-, se codeó con escritores como Ventura de la Vega y Adelardo López de Ayala y tuvo la oportunidad de leer sus trabajos en el Ateneo de Madrid. Estas experiencias dieron impulso a su producción, iluminada por las lecturas de Byron, Schiller, Goethe, Espronceda y Bermúdez de Castro.
En 1884 vio la luz Armonías (1884) y más tarde Sonetos y fragmentos, volumen que reúne composiciones dispersas en revistas y periódicos de la época. La iniciativa de su familia fue decisiva para que los trabajos de Guillermo Blest Gana vieran la luz pública: el autor confesaba tener escaso conocimiento del destino de sus escritos e, incluso, haber perdido el rastro de gran cantidad de apuntes y manuscritos. Fue, de hecho, a instancias de sus hermanos que publicó Poesías, considerado por Enrique Nercasseau como el primer poemario de un solo autor impreso en Chile. También fruto del impulso familiar apareció Hojas al viento, recopilación de composiciones de niñez descartadas por el autor.
Retirado en su casa de la calle Manuel Rodríguez, en Santiago, Guillermo Blest Gana falleció en 1904. Pasó los últimos años al cuidado de su hija Matilde y acompañado de sus amigos Pedro Lira y Antonio Orrego Barros, quienes nunca dejaron de visitarlo. Este último fue el encargado de redactar el prólogo a las Obras completas del autor, editadas en 1907 en tres volúmenes.

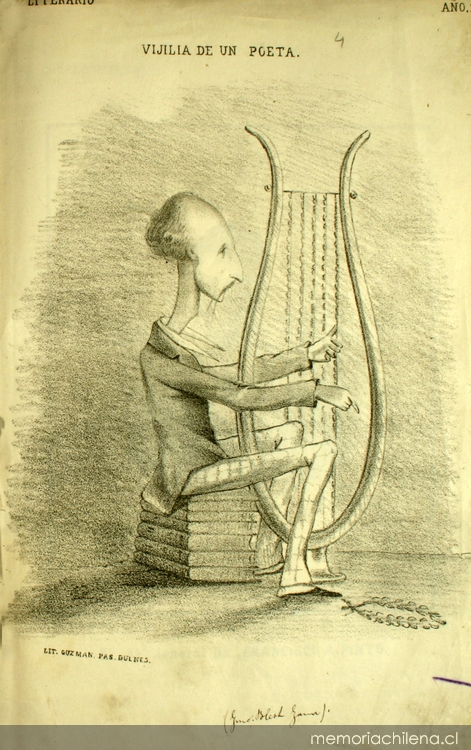
Guillermo Blest Gana, caricatura por Antonio Smith.

«Era alto, esbelto, muy blanco, con frente amplia y levantada en la que resplandecía la inspiración, coronada de cabellos rubios, largos y ondulados a la manera romántica; grandes ojos luminosos color de cielo, de mirada soñadora que, al decir de las crónicas, cautivaba a todos los corazones femeninos...»
Carlos Orrego Barros, Bosquejos y perfiles (1961).

## Algunas obras
Lírica:
- Poesías, 1854.
- Armonías, 1884.

Novela:
- El número 13, 1869.

Zarzuela:
- El pasaporte, 1890.

Drama:
- La conjuración de Almagro , 1858.